# کانال گریبایدوف
کانال گریبایدوف یا کانال گریبایدُوا (روسی: кана́л Грибое́дова) یک آبراهه در سنت پترزبورگ است که در سال ۱۷۳۹ در امتداد رودخانهٔ «کریوشا» ساخته شد. در سال‌های ۱۷۶۴ تا ۱۷۹۰ این کانال عمیق‌تر شد و کناره‌های آن را تقویت و با گرانیت پوشاندند.
کانال گریبایدوف از رود مویکا، نزدیک میدان مارس، آغاز می‌شود و به رود فونتانکا می‌ریزد. طول آن ۵ کیلومتر (۳ مایل) و عرضش ۳۲ متر (۱۰۵ فوت) است.
پیش از سال ۱۹۲۳، نام آن «کانال کاترین» بود، به افتخار کاترین کبیر که در دورهٔ سلطنتش این کانال تعمیق شد. مقامات کمونیست آن را به افتخار نمایشنامه‌نویس و دیپلمات روسی، الکساندر گریبایدوف، تغییر نام دادند.
خیابان‌ها یا کرانه‌های امتداد کانال با نام «نبریژنایا کانالا گریبایدوفا» شناخته می‌شوند.

## پل‌ها
۲۱ پل بر روی این کانال قرار دارد:
- پل سه‌گانه
- پل نوو-کنوشنی
- پل ایتالیایی
- پل کازانسکی
- پل بانک
- پل آرد
- پل سنگی
- پل دمیدوف
- پل یونجه
- پل کوکوشکین
- پل ووزنسنسکی
- پل پودیاچسکی
- پل چهار شیر
- پل خارلاموف
- پل نوو-نیکولسکی
- پل کراسنوگواردیی
- پل پیکالوف
- پل موگیلیوفسکی
- پل آلارتچین
- پل کولومنسکی
- پل مالو-کالینکین

## در فرهنگ
کانال گریبایدوف روی جلد آلبوم موسیقی کلاسیک معاصر سال ۲۰۱۱ با نام تروئیکا دیده می‌شود.
این کانال مکانی کلیدی در رمان جنایت و مکافات اثر فیودور داستایفسکی است. مانند بسیاری از مکان‌های رمان، این کانال به ندرت با نام رسمی‌اش ذکر می‌شود و بیشتر اوقات داستایفسکی از آن با واژهٔ «کاناوا» یاد می‌کند که به معنای «جوی» است. در یادداشتی از نسخهٔ «پنگوئن دیلاکس کلاسیکز» این کتاب، مترجم اولیور ردی کانال را «جایی کثیف و آلوده» توصیف می‌کند که با این حال «مرکز جغرافیایی کتاب» است. شخصیت اصلی رمان، راسکولنیکوف، بارها از روی این کانال عبور می‌کند و حتی در نظر دارد اموال مسروقه را در آن بیندازد. ساختمان آپارتمانی که در آن جنایت رخ می‌دهد، «از یک‌سو رو به جوی و از سوی دیگر رو به خیابان سِردنیا پودیاچسکایا» دارد.
این کانال همچنین در داستان کوتاه «شب‌های روشن» اثر فیودور داستایفسکی آمده است.

## نگارخانه

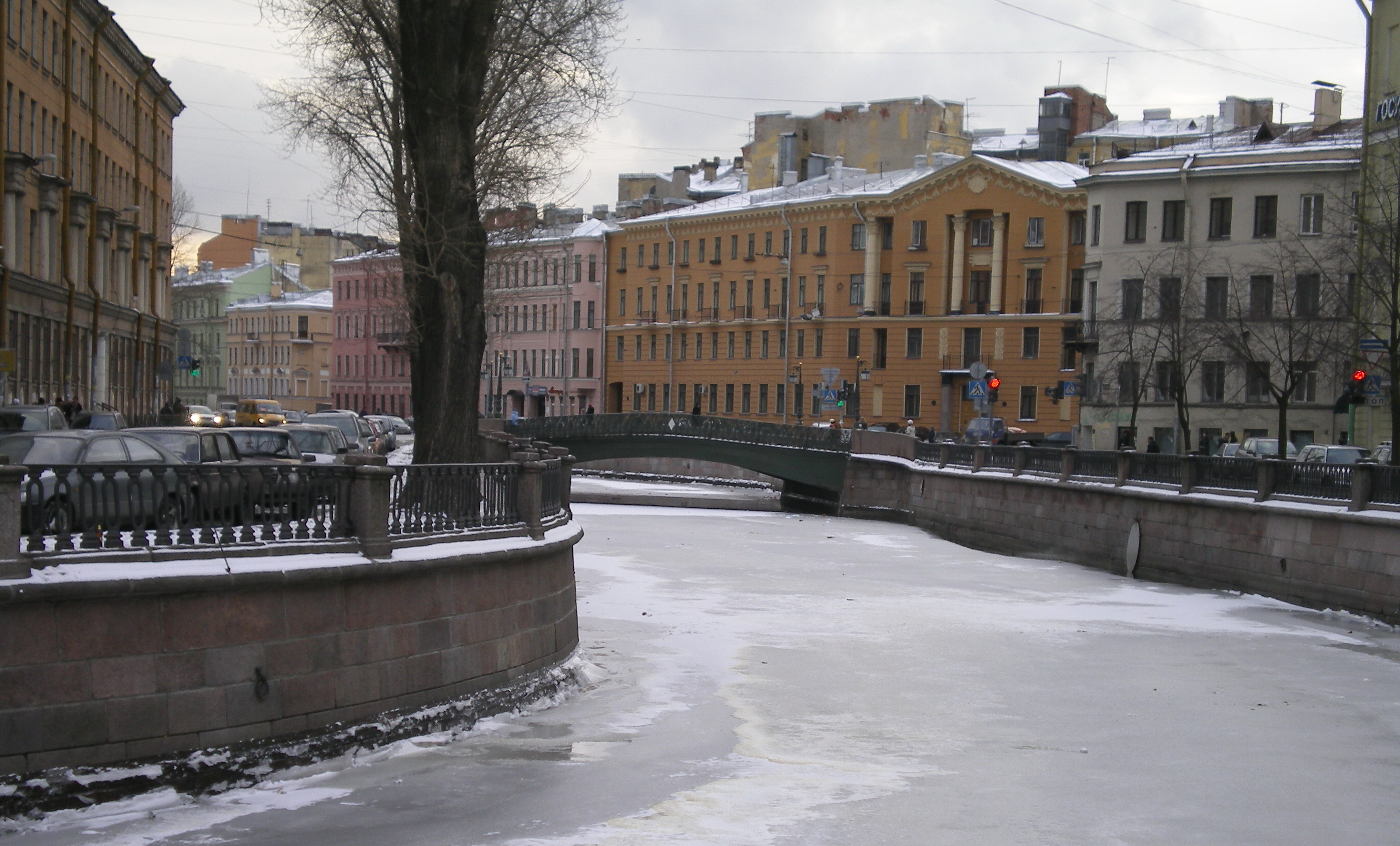
پل دمیدوف بر فراز کانال گریبایدوف، سنت پترزبورگ
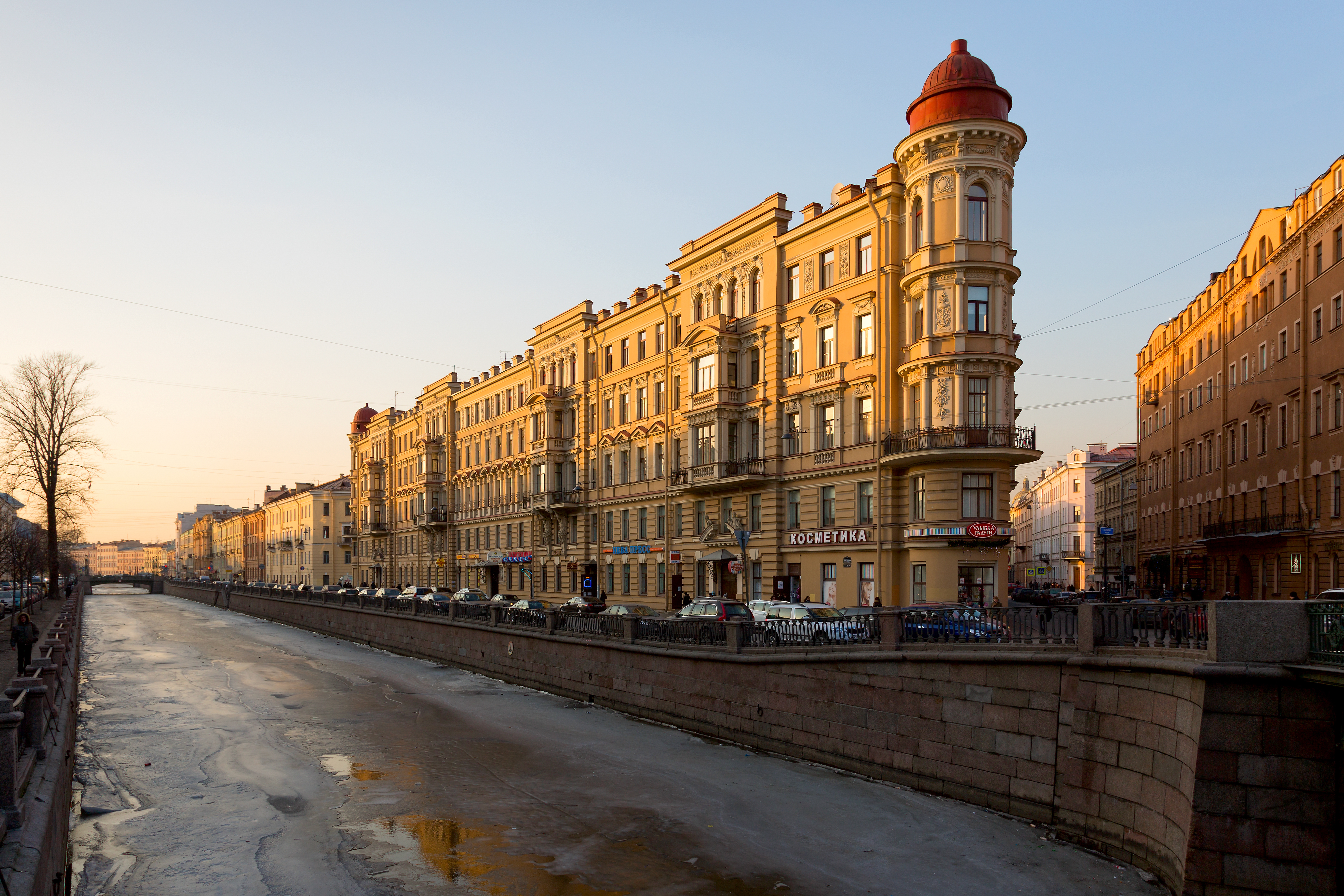
کرانهٔ کانال گریبایدوف در سنت پترزبورگ
کرانهٔ کانال گریبایدوف در سنت پترزبورگ. در پس‌زمینه، کلیسای ناجی در خون
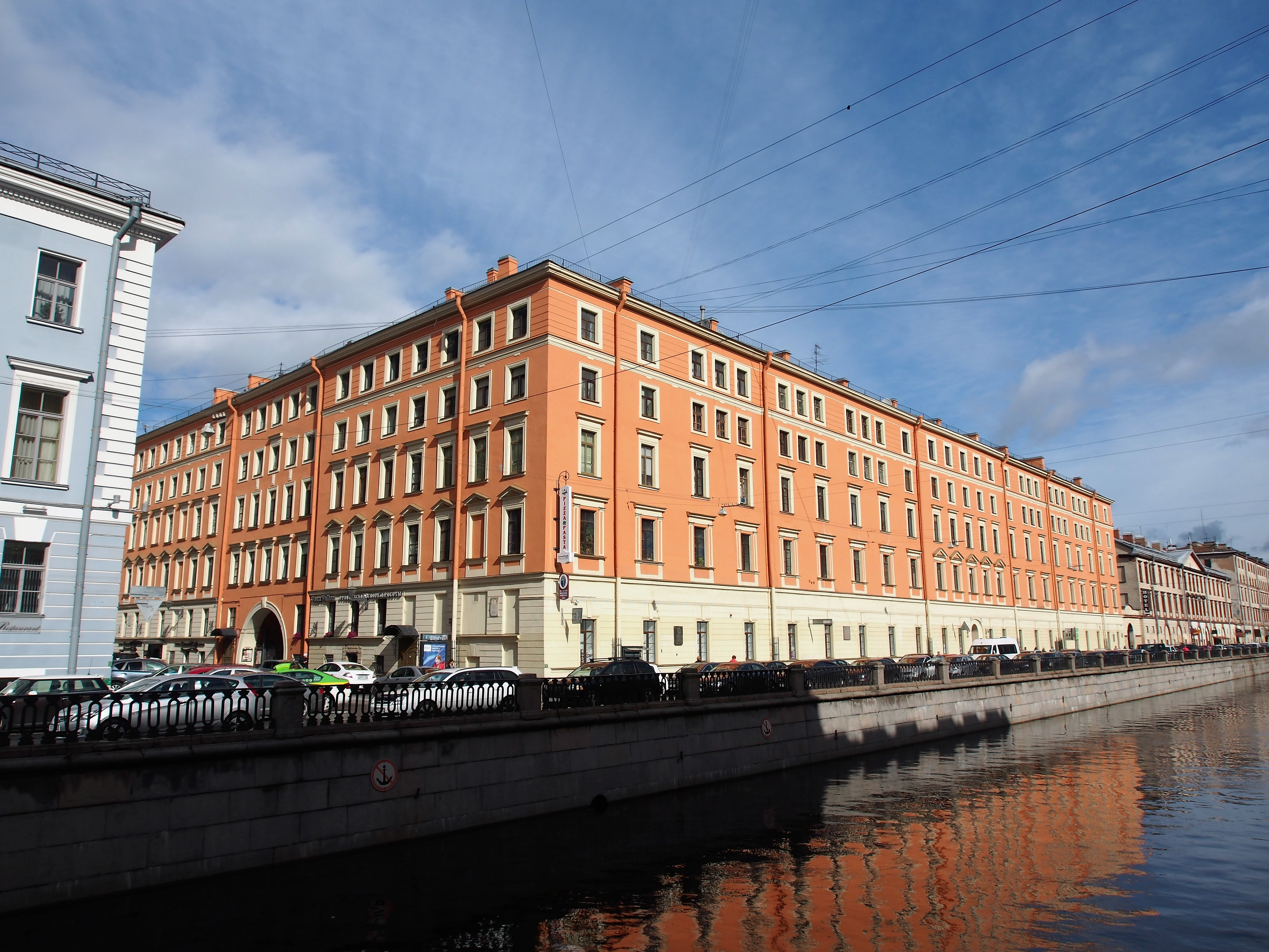
کرانهٔ کانال گریبایدوف در سنت پترزبورگ
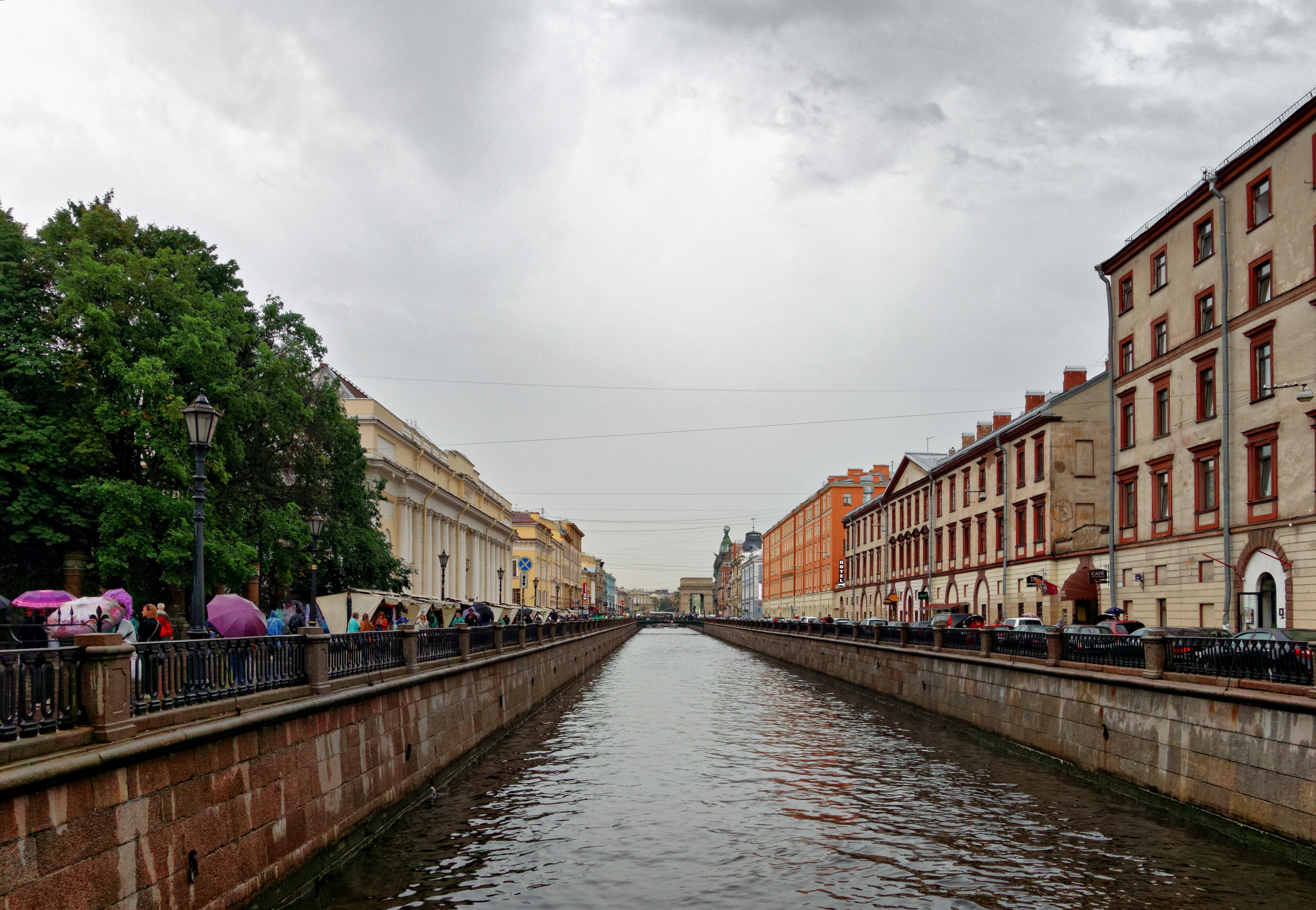
کانال گریبایدوف، سنت پترزبورگ
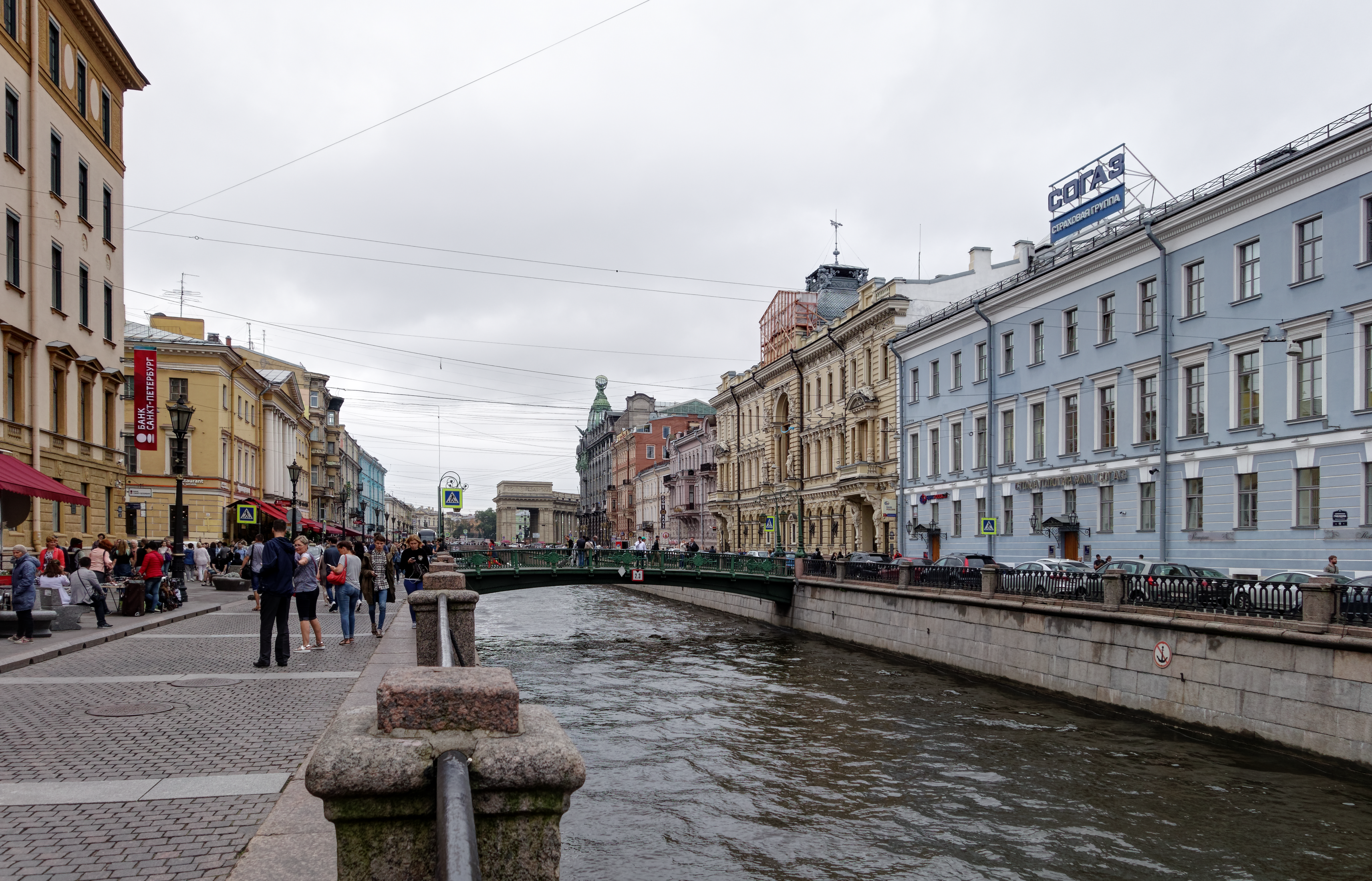
کانال گریبایدوف، سنت پترزبورگ
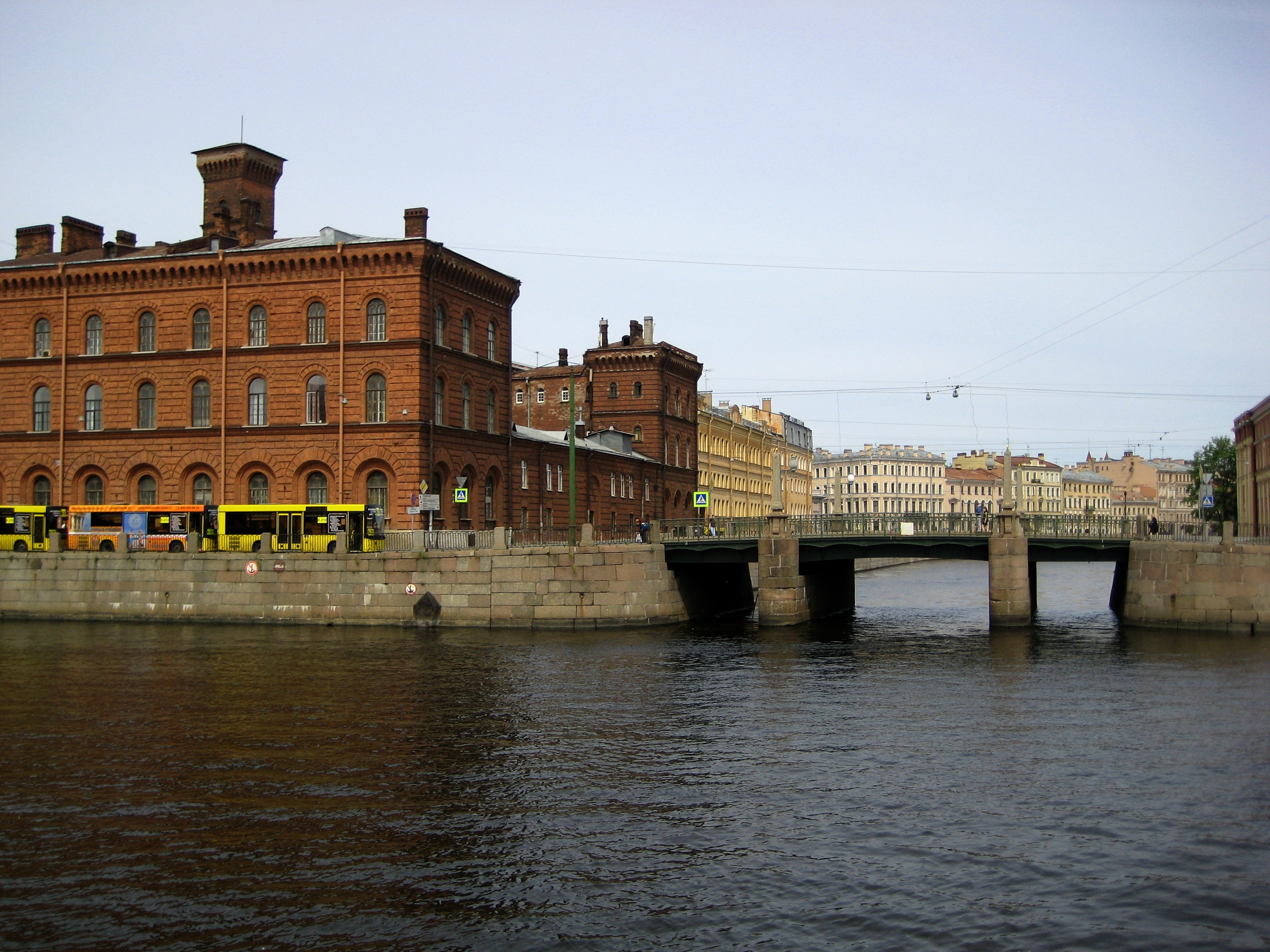
پل مالو-کالینکین بر فراز کانال گریبایدوف، سنت پترزبورگ
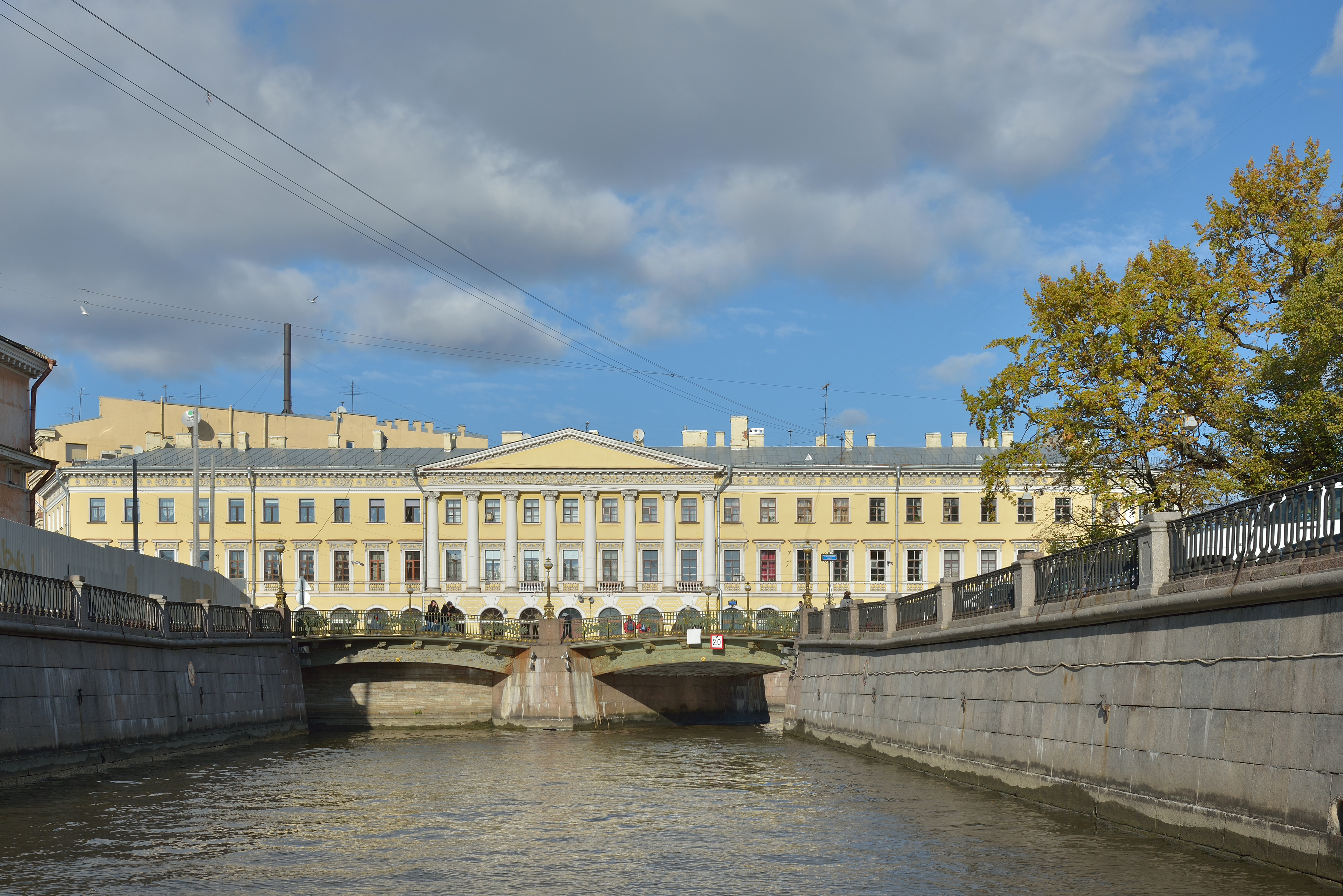
خانهٔ آدامینی در محل تلاقی رود مویکا و کانال گریبایدوف، سنت پترزبورگ